# Concert voor viool en orkest (Zimmermann)
Bernd Alois Zimmermann voltooide zijn enige Concert voor viool en orkest in 1950.
Zimmermann kreeg een opdracht van het Südwestfunkorchester voor een nieuw werk. Op dat moment werkte de componist aan een sonate voor viool en piano. Zimmermann liet zijn oorspronkelijke idee varen en werkte wat hij al had om tot zijn wat later zou blijken enige vioolconcert. Op 10 december 1950 gaf Ferdinand Leitner leiding aan solist Heinz Stanske en het Sudwestfunkorchester in de eerste uitvoering daarvan in Baden-Baden. Het werk werd door het publiek met applaus ontvangen. Het werk is opgedragen aan Sabine von Schablowsky met wie hij eerder dat jaar trouwde.

## Muziek
De muziek van het concert geeft een goed beeld van de stijl van componeren van Zimmermann. Hij paste zonder daarin te ver te gaan, stijlen binnen de klassieke muziek uit de 20e eeuw in elkaar en lette daarbij niet op of er ook jazz of zelfs popmuziek tussen kwamen. De muziek van dit werk wisselt gedurende het gehele concert tussen allerlei genres als romantiek, amusementsmuziek en avant-garde. Daarbij zijn klanken te horen van Igor Stravinsky (ritmen in het begin), Bela Bartók (volksmuziek in sectie B van deel 1) en Arnold Schönberg (deel 2) te horen. Het diepgaande pessimisme uit zijn laatste voltooide werk Ich wandte mich und sah alles Unrecht, das geschah unter der Sonne is hier nog nergens te bekennen.
Het vioolconcert is volgens de traditionele sonatevorm opgebouwd. Het eerste en derde deel vertonen gelijkenis, het tweede steekt daar bij af. Dat is niet alleen het geval met de tijdsduren, deel een en drie zijn met 4 a 5 minuten relatief kort, deel twee is langer (10 minuten).

### Delen
- Sonate
- Fantasia
- Rondo

Alhoewel Zimmermann een moderne componist was is het werk opgebouwd uit de klassieke driedeling, maar ook de benaming van de drie delen is klassiek te noemen.
Deel een, een sonate, kent drie secties. Sectie A begint met ferm, muziekspel a la Duke Ellington opent het werk, waarna een jazzachtige achtergrond met tegenmaatse accenten het werk een swingend karakter geven. Sectie B is enigszins vaudevilleachtig met zigeunerachtige glissandi en dito stemming, na verloop komt sectie A terug. In sectie B is nog de basis te horen van het oorspronkelijke stuk, piano en viool duelleren met elkaar. Het deel is door de componist nauwgezet uitgeschreven van zijn oorspronkelijk werk en besluit met een fortissimo eind. In dit deel is af en toe de kleine trom te horen, die de jazzachtige ritmen ondersteunt.
Deel twee staat lijnrecht tegenover. Het is grotendeels rustig van opzet. Ook hier is de oorspronkelijke basis nog herkenbaar, niet piano en viool spelen samen, maar celesta en viool. Het deel lijkt niet uitgeschreven te zijn, maar lijkt op een lange improvisatie met een bluesachtige stemming. Er zitten in dit deel relatief veel stukken in die op de “ouderwetse” cadens lijken. Zimmermann paste in dit deel dodecafonie toe, een stroming die toen haar hoogtepunt had.
Deel drie keert terug naar het begin, de ferme opening en ook de zigeunerachtige muziek zijn terug. Het werk sluit af met diverse malen afwisseling solist, ensemble, solist etc. om vervolgens op dezelfde manier te eindigen als dat het begint. In dit slotdeel is de tamtam goed te horen.

### Orkestratie
- soloviool
- 1 piccolo, 2 dwarsfluiten, 2 hobo’s, 1 althobo, 2 klarineten, 1 basklarinet, 3 fagotten waarvan 1 contrafagot
- 4 hoorns, 3 trompetten, 3 trombones, 1 tuba
- 3 man/vrouw percussie waaronder grote trom, kleine trom, tamtam en xylofoon, 1 harp, 1 piano, 1 celesta
- violen, altviolen, celli, contrabassen

## Discografie
- Uitgave ECM Records: Thomas Zehetmaier (solist) met het WDR Sinfonieorchester Köln onder leiding van Heinz Holliger
- Uitgave NEOS: Martin Mumelter (solist) met het Symphonieorchester des Bayerischen Rundfunks onder leiding van Peter Eötvös